# Ceton
Ceton è un comune francese di 1 946 abitanti situato nel dipartimento dell'Orne nella regione della Normandia.
Il suo territorio comunale ospita le sorgenti del fiume Braye.

## Società

### Evoluzione demografica
Abitanti censiti